# 155 (število)
155 (stó pétinpétdeset) je naravno število, za katero velja 155 = 154 + 1 = 156 - 1.

## V matematiki
- sestavljeno število.
- Ulamovo število {\displaystyle 155=53+102\,\!}.